# Комунистичка партија Азербејџана
Комунистичка партија Азербејџана (азер. Azərbaycan Kommunist Partiyası) је политичка партија у Азербејџану. Основана је 1920. године и до 1991. била републички огранак Комунистичке партије Совјетског Савеза, односно владајућа партија у социјалистичком Азербејџану. Није деловала у раздобљу између 1991. и 1993, када је њен рад поновно обновљен.

## Историја
Основана је 20. фебруара 1920. године спајањем неколико левих странака још током постојања Азербејџанске Демократске Републике. Влада Азербејџанске ДР препустила је власт азербејџанским комунистима 1. априла исте године. Партија је владала Азербејџаном до 16. септембра 1991. године. Комунистичка партија је била победила на вишестраначким изборима 30. септембра и 14. октобра 1990. године, освојивши 280 од 360 посланичких места у Врховном совјету Азербејџана. Иако је формално била распуштена 16. септембра 1991, њено чланство је наставило да делује на старим позицијама.
Рад КП Азербејџана обновљен је 1993. године залагањем Рамиза Ахмадова, а регистрована је наредне године. Ахмадов је био дугогодишњи вођа партије све до своје смрти 2007. године. Наследио га је Рауф Гурбанов.
Партија је на парламентарним изборима 2000. и 2001. године освојила 6,3% гласова, односно 2 од 125 посланичких места у парламенту Азербејџана и држала их све до нових избора 2005. године. Од тада нема представнике у парламенту.
На локалним изборима 2004. године, КП Азербејџана је добро прошла и добила 125 чланова у локалним административним јединицама.
КПА је чланица Савеза комунистичких партија — Комунистичка партија Совјетског Савеза. Партија одржава добре односе са Комунистичком партијом Руске Федерације и чест је критичар америчке активности у регији.
КПА је била строго против азербејџанског учешћа у рату у Ираку и изражава солидарност с палестинским народом, те Кубом и Молдавијом док су њоме владали комунисти.
Партија тврди да има 60.000 чланова.

## Лидери партије
- Мирза Давуд Хусејнов (12. фебруар 1920 — 23. октобар 1920)
- Григориј Камински (23. октобар 1920 — јул 1921)
- Сергеј Киров (јул 1921 — јануар 1926)
- Левон Мирзојан (јануар 1926 — август 1929)
- Николај Гикало (август 1929 — јун 1930)
- Владимир Полонски (јун 1930 — новембар 1933)
- Рубен Рубенов (1. јануар 1933 — 12. децембар 1933)
- Мир Џафар Багиров (новембар 1933 — јул 1953)
- Мир Тејмур Јакубов (јул 1953 — фебруар 1954)
- Имам Мустафајев (7. фебруар 1954 — 12. јун 1959)
- Вели Ахундов (11. јул 1959 — 14. јул 1969)
- Хејдар Алијев (14. јул 1969 — 3. децембар 1982)
- Камран Багиров (3. децембар 1982 — 21. мај 1988)
- Абдулрахман Везиров (21. мај 1988 — 20. јануар 1990)
- Ајаз Миталибов (24. јануар 1990 — 16. септембар 1991)
- Рамиз Ахмадов (1993 — 10. септембар 2007)
- Рауф Гурбанов (10. септембар 2007 — )